# Curug (Tangerang)
Curug is een plaats en onderdistrict in de huidige provincie Banten in het westen van Java, Indonesië.